# Озанян, Андраник Торосович
Андрани́к Торо́сович Озаня́н (з.-арм. Անդրանիկ Թորոս Օզանեան; 25 февраля 1865 года, Шапин-Карахисар, вилайет Сивас, Османская империя — 31 августа 1927 года, Ричардсон-Спрингз, штат Калифорния, США) — один из лидеров армянского национально-освободительного движения конца XIX — начала XX веков, национальный герой армянского народа. Также известен как полководец Андраник (арм. Զորավար Անդրանիկ, Зоравар Андраник), генерал Андраник (в Российской империи) и Андраник-паша (в Османской империи). 23 января 1918 года получил чин генерал-майора.

## Молодые годы
Андраник Озанян родился в городе Шапин-Карахисар (Келкит, Колония), Сивасского вилайета, Османской империи (ныне — провинция Гиресун, Турция). С полутора лет, после кончины матери (Мариам), Андраник остался на попечении отца — Тороса Озаняна и старшей сестры — Назели.
В 1875 году Андраник поступил в родном городе в школу Мушегян и через 7 лет (в 1882 году) окончил её. По окончании школы Андраник женился. Но через год во время родов умирает жена Андраника, а вслед за ней, спустя несколько недель, и их новорождённый младенец.
В 1882 году Андраник был арестован за нападение на турецкого жандарма, плохо обращавшегося с армянами. С помощью своих друзей Андраник бежал из тюрьмы. 1884—1886 гг. Андраник жил в Константинополе, где некоторое время работал плотником. С 1888 года Андраник состоял в революционном кружке гнчакистов священника Назарета Кибаряна, с 1891 года около года был членом партии «Гнчак», а затем — партии «Дашнакцутюн», причём дважды прерывал свои отношения с нею (в 1907—1914 гг. и с 1917 года — окончательно).

## Участие в вооружённой борьбе против турецкого правительства
В 1892 году Андраник убил начальника полиции Стамбула за преследования и травлю армянской интеллигенции. После этого он был вынужден скрыться. Совершив побег, он вскоре возвратился в Западную Армению, а затем с целью приобретения оружия и объединения освободительных сил, посетил Крым и Закавказье (Севастополь, Батум, Тифлис, Карс, Эчмиадзин, Тавриз и другие места). В это время он побывал во многих местах Закавказья, устанавливая контакты с видными деятелями армянского национально-освободительного движения. Пешком пройдя 400 км от Карса до Сасуна, зимой 1895 года Андраник присоединился к гайдукам Ахпюра Сероба. Своей доблестью в боях против турецких правительственных войск и курдских вооружённых отрядов он быстро завоевал авторитет среди повстанцев, а после гибели Ахпюра Сероба в 1899 году Андраник возглавил все армянские гайдуцкие (фидаинские) силы, действовавшие в Васпуракане и Сасуне (Западная Армения).

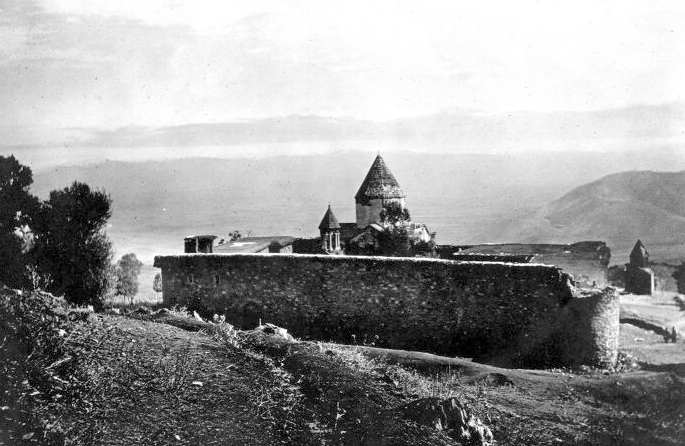
Монастырь Святых Апостолов (Аракелоц Ванк)

Убийство Сероба организовал курдский ага Бшаре Халил, состоявший на турецкой службе, за что получил орден от султана Абдул-Гамида. Через 8 месяцев Андраник со своей дружиной настиг Халила, убил его и семнадцать телохранителей и в качестве трофея унёс с собой султанский орден. За это курды и даже турки начали называть Андраника «пашой», и он стал признанным лидером армянского национального движения.
В ноябре 1901 года Андраник с 30 гайдуками был окружён в хорошо укреплённом монастыре Аракелоц (Святых Апостолов) в окрестностях города Муша. В осаде был задействован турецкий полк (6000 человек) под командованием Ферих-паши и Али-паши. На 24-й день, после длительных боёв и долгих, но бесплодных переговоров, в которых пытались посредничать представители армянского духовенства и иностранные консулы, Андраник и его гайдуки ночью выбрались из монастыря и без потерь ушли от преследования по горам.
Известность Андранику принесло и участие в так называемой Сасунской самообороне. В 1904 году Андраник, возглавив вооружённое восстание армянского населения Горного Сасуна, взял себе боевой псевдоним — Сасунский.
Боевые действия Андраника высоко оценила европейская пресса, так газета «Frankfurter Zeitung» писала: «С 1897 по 1904 гг. он провёл 31 бой, но ни разу не был ранен».

## Первая эмиграция

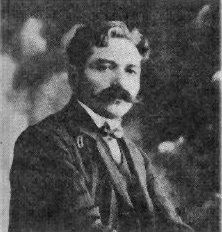
Андраник в 1905 г.

В 1904 году, после подавления турками Сасунской самообороны, Андраник покинул Западную Армению. Побывав в Иране, Баку и Тифлисе и восстановив контакты с лидерами армянского национального движения, он отправился в Европу — здесь во Франции, Швейцарии, Бельгии, Англии, Болгарии он занимался информационно-пропагандистской деятельностью в поддержку национально-освободительной борьбы армян Западной Армении.
В 1906 году Андраник издал в Женеве (Швейцария) свои «Боевые инструкции» — наставления по ведению гайдуцкой борьбы.
С 1907 года — в Болгарии. Здесь Андраник установил контакты с членами революционной македонской организации, боровшейся за освобождение от османского владычества. В 1907 году на IV съезде партии «Дашнакцутюн» Андраник объявил о выходе из её рядов из-за несогласия с действиями руководства, направленными на налаживание сотрудничества с младотурками.

## Первая Балканская война

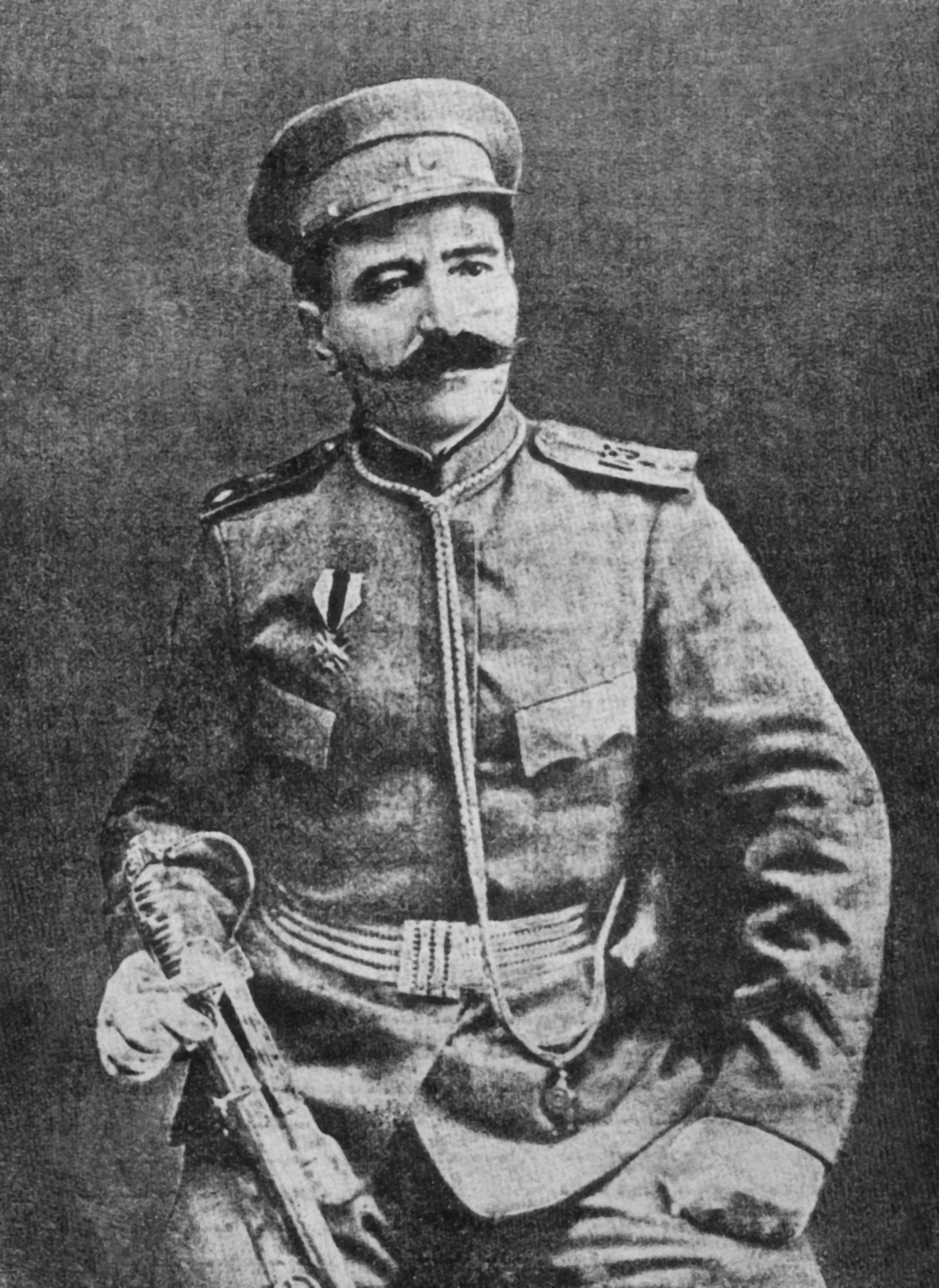
Зоравар Андраник в Софии, 1912 г.

В 1912 году, с началом войны Сербии, Греции, Болгарии и Черногории против Османской империи, Андраник и Гарегин Нжде организовали из добровольцев-армян (273 человека) армянскую роту. В составе Третьей болгарской бригады в октябре 1912 года бойцы двинулись на фронт. Андраник и его отряд участвовали в разгроме турецкого корпуса генерала Явера-Паши, в ноябре 1912 года у села Мерхамли на берегу реки Марицы в Беломорье. За это сражение и за участие в войне, Андраник 16 января 1913 года получил болгарское гражданство и звание офицера. Болгарское правительство назначило Андранику пенсию. Андраник последовательно получил «Воинские кресты за отвагу» IV (посеребренный), III (посеребренный) и II (позолоченный) степени.
Добровольческий отряд был расформирован в мае 1913 года. В преддверии войны между Болгарией и Сербией Андраник «ушёл в отставку» и до августа 1914 года жил как фермер в деревне недалеко от Варны.

## Кавказский фронт Первой мировой войны

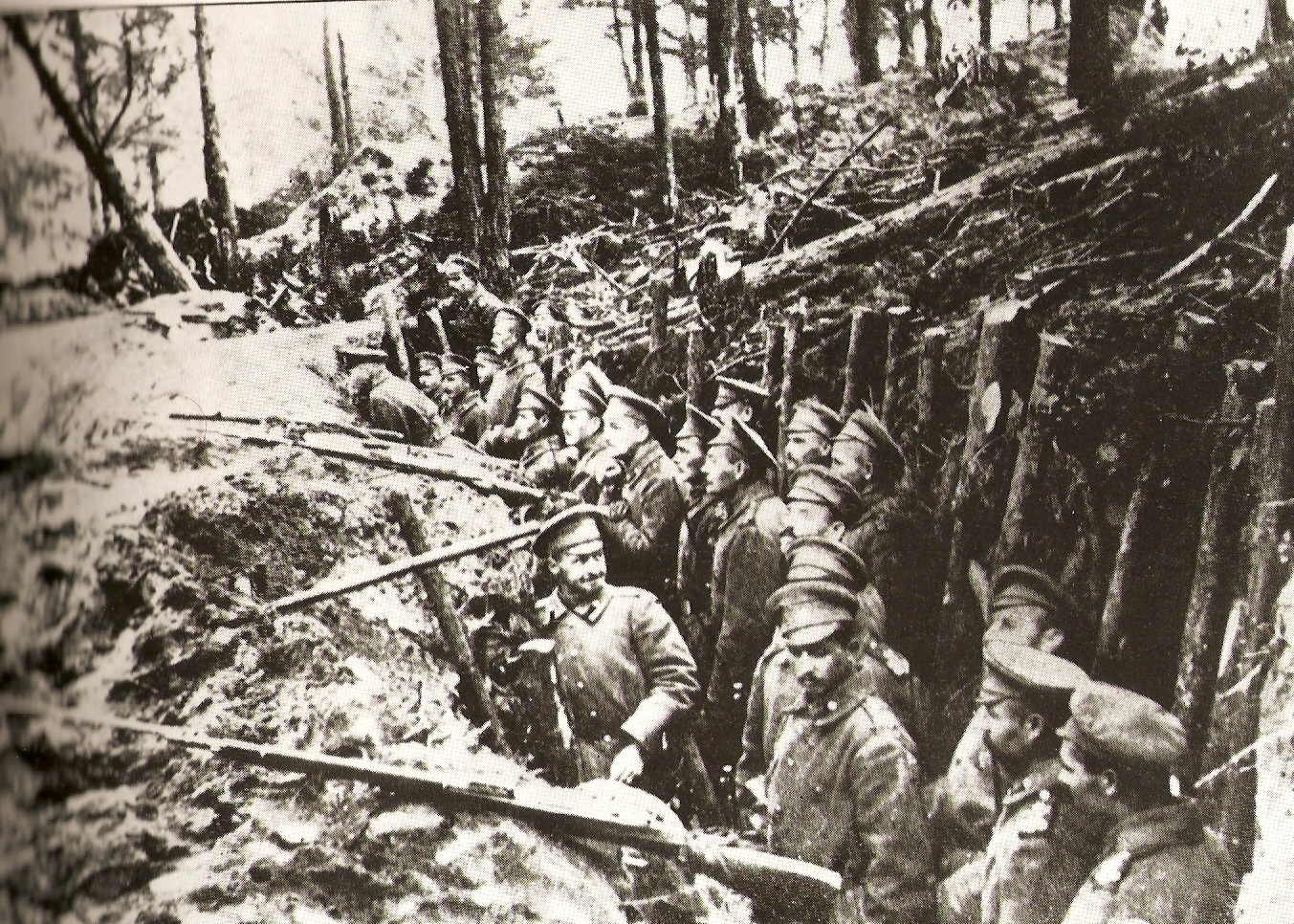
Позиции русской армии под Сарыкамышем

Первую мировую войну Андраник встретил в Болгарии, правительство которой, однако, склонялось к союзу с Германией против России, поэтому с последним русским кораблём Андраник покидает Болгарию и добирается до Тифлиса, где 12 августа 1914 года встречается с помощником главнокомандующего Кавказской армией генералом Мышлаевским и заявляет о готовности участвовать в возможной войне против Турции (Россия объявила Турции войну 2 (15) ноября 1914).

Богатый опыт боевых действий против турецких войск и доскональное знание специфики будущего театра военных действий оказываются востребованы русским командованием, и Андранику поручают сформировать и возглавить первую добровольческую армянскую дружину (отряд). Дружина, сформированная из армян, не имевших российского подданства, а также российских армян, не подлежавших призыву, впоследствии отличилась в составе русских войск Кавказской армии в боях за взятие Вана, Битлиса, Муша, в сражении при Дилмане (апрель 1915 года). Сам Андраник за личное мужество в боях в 1915—1916 гг. был награждён Георгиевской медалью IV степени, Георгиевскими крестами IV и III степени, орденами Св. Станислава II степени с мечами и Св. Владимира IV степени.

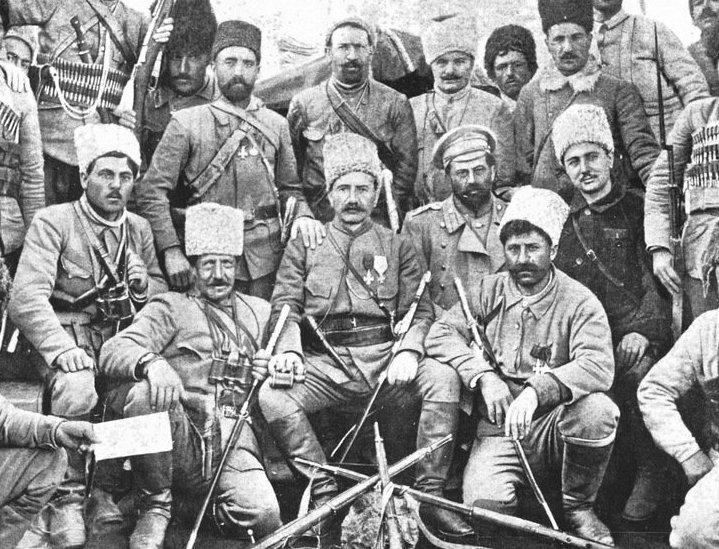
Андраник (в центре) со своей добровольческой дружиной в период военных действий на Кавказском фронте ПМВ

В конце 1915 года Армянский национальный совет сделал представление о реорганизации армянских добровольческих дружин в регулярные части в составе русской армии, после чего в марте 1916 года Ставкой Верховного главнокомандующего было принято соответствующее решение. Андраник подал в отставку и покинул фронт.
В 1916—1917 гг., находясь в Тифлисе, а затем на Северном Кавказе, Андраник организовал сбор помощи для армянских беженцев, принял участие в I съезде Западных армян, организовал издание газеты «Айастан» (в противовес дашнакской печати, которая вводит «в заблуждение простодушных людей, в превратном виде представляя события»), выступавшей за сплочение сил восточных и западных армян.

### 1917—1918
К середине июля 1917 года на Кавказском фронте, по предложению армянских общественных организаций Петрограда и Тифлиса и штаба Кавказской армии, приказом Верховного главнокомандующего армянские батальоны были развёрнуты в стрелковые полки, после чего последовало их объединение в бригады.
30 ноября (13 декабря) командующий Кавказским фронтом генерал от инфантерии М. А. Пржевальский издал приказ, на основании которого должен был формироваться Добровольческий армянский корпус. Командующим был назначен генерал-лейтенант Ф. И. Назарбеков. По просьбе Армянского национального совета особым комиссаром при Назарбекове был назначен Драстамат Канаян. Позднее в состав Армянского корпуса вошла также Западноармянская дивизия, командиром которой был назначен Андраник.
5 (18) декабря между русскими и турецкими войсками было заключено так называемое Эрзинджанское перемирие. Это привело к массовому отходу русских войск из Западной (Турецкой) Армении на территорию России.
В феврале командование Кавказского фронта назначило Андраника руководителем обороны Эрзрума. В условиях распада Кавказского фронта и под натиском превосходящих сил турок дивизия Андраника была вынуждена отступить (Андраник отступил по направлению Сарыкамыш — Карс — Александрополь, обеспечив тем самым переселение армянских беженцев в Восточную Армению). С целью обороны Александрополя во главе с Андраником была сформирована отдельная войсковая часть, которая была распределена по направлению к Ахалкалаку на территории около 70 км. После падения Александрополя (15 мая) дивизия Андраника отступила сначала в Воронцовку (сейчас Ташир), оттуда в Степанаван, затем в Дсех (здесь Андраника встретил Ованес Туманян). Из Дсеха Андраник во главе своей дивизии и с 25-30 тысячами беженцами отправился в Дилижан.
Согласно британскому историку Марку Левену, после вывода российских войск из Восточной Анатолии там наступила «война всех против всех», в которой оставшиеся после геноцида 1915 года армяне боролись за выживание и стремились вернуть территории, полностью очищенные турками от армян. В ходе этого они систематически проявляли жестокость в отношении мусульман. Так, по утверждению Марка Левена, в массовых убийствах в Эрзинджане и Эрзуруме с конца января до середины февраля 1918 года было вырезано почти 10 000 человек. В регионе Карса армянские отряды, особенно те, которые возглавлял Андраник, совершили череду убийств, по словам Левена, «опустошали одно татарское (азербайджанское) село за другим».

## Республика Армения
После провозглашения 28 мая 1918 года Первой Армянской республики у Андраника сложились весьма непростые взаимоотношения с её руководителями. Андраник не признал мира, заключённого между турками и армянским правительством (4 июня 1918 года, Батумский договор), так как по этому соглашению территория, подвластная дашнакскому правительству, ограничивалась Эриванским и Эчмиадзинским уездами, а остальная территория Армении, в том числе Западная Армения, оставалась Турции.
В июне отряд Андраника отступил через Дилижан — Севан — Нор Баязет — Селимский перевал к Джульфе и Хою (Иран) с целью оказать помощь скопившимся в Северном Иране армянским беженцам. Натолкнувшись на сопротивление превосходящих сил турок, отряд Андраника с беженцами возвратился в Нахичеван.
14 июля Андраник направил телеграмму Степану Шаумяну, что Нахичеванский уезд «объявил себя неотъемлемой частью Советской Республики», а сам он со своим отрядом переходит в распоряжение и подчинение СНК РСФСР. 19 июля, однако, турки заняли Нахичевань и Джульфу. Андранику пришлось с беженцами (численность которых составляла около 30 тысяч) отступить в горы Зангезура.

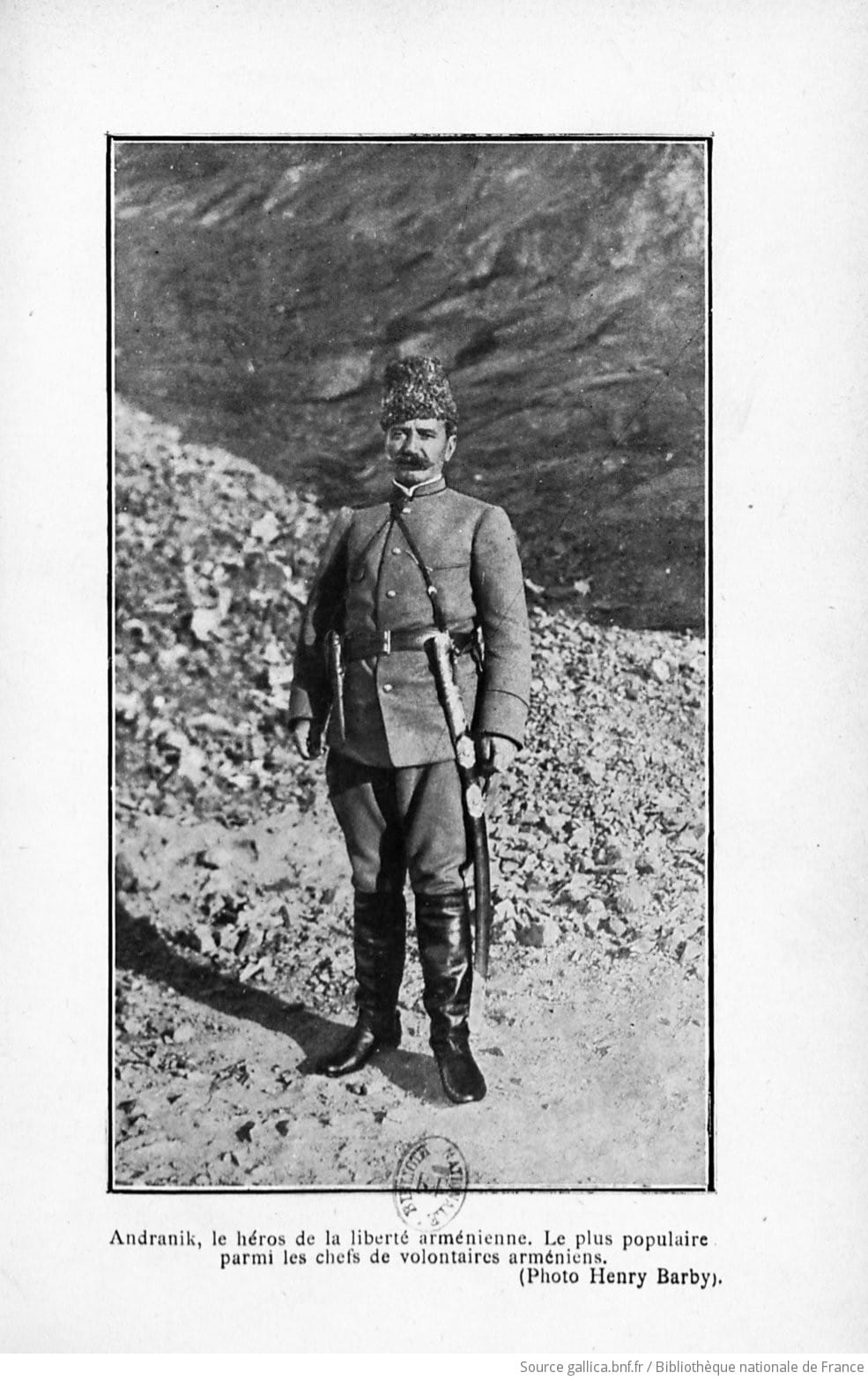
Андраник, герой армянской свободы. Самый популярный среди лидеров армянских добровольцев. (Фото Генри Барби).

### Зангезур
30 октября 1918 года представителями Антанты и Турции было подписано так называемое Мудросское перемирие, которое, в частности, предусматривало эвакуацию турецких войск из Закавказья. Остатки турецких войск, однако, ещё долгое время находились на территории Карабаха.
Часть армянских беженцев из Турции осталась в Зангезуре, тогда как остальные были переселены в район Эривани и Даралагеза, где заняли место мусульманского населения, изгонявшегося армянами с целью обеспечения этнической однородности этих территорий. С середины 1918 года Андраник сыграл заметную роль в уничтожении мусульманских селений в ходе этнических чисток на территории Зангезура.
Как отмечает немецкий историк, профессор Берлинского университета им. Гумбольдта Йорг Баберовски, «в начале сентября партизаны Андраника разграбили и разорили 18 мусульманских деревень и убили 500 женщин». Имущество изгонявшихся и убитых жителей доставалось армянам. В течение осени число беженцев-мусульман достигло пика. Из своих селений в Зангезурском уезде было изгнано около 50 000 мусульман, бежавших в соседние Джебраильский и Джеванширский уезды. В результате нападений армянских вооружённых отрядов было полностью уничтожено более 100 селений и убито около 10 000 человек. Армянские историки, наоборот, утверждают, что отряд Андраника сыграл решающую роль в защите и спасении армянского населения Зангезура от истребления турецкими войсками и местными мусульманами.
После того, как из Карабаха были выведены турецкие войска, 23 ноября при посредничестве британской военной миссии представители Армении и Азербайджана подписали документ о перемирии. Азербайджанские войска были выведены из Шуши. Андраник воспользовался этим и в декабре направил свои отряды в Шушу, уничтожая по дороге мусульманские селения и убивая местных жителей-мусульман.

### Карабах
Как отмечает Йорг Баберовски, к сентябрю 1918 года отряды Андраника оказались у Шуши, где, как и в Зангезурском уезде, сеяли «смерть и разрушения». В связи с тем, что горный перевал у крепости Аскеран был перекрыт, Шуша оказалась полностью изолированной. Как только по городу поползли слухи о том, что город будет занят отрядами Андраника, в армянских кварталах начали раздавать оружие. Боевые дружины были сформированы мусульманами. После погромов 1905 года в городе оставались окопы, которые разделяли армянскую и мусульманскую части города. Эти окопы, по словам Баберовского, «были вновь заполнены вооружёнными людьми». Наступление армянских отрядов удалось сдержать курдским племенам из Джебраильского уезда в октябре 1918 года, а 25 сентября Шушу без какого-либо сопротивления заняли турецкие войска. Армянские градоначальники были вынуждены признать политический суверенитет Азербайджана над Нагорным Карабахом.
Армянское население Карабаха рассчитывало на то, что наступление отряда Андраника завершится объединением Карабаха с Арменией (Первой Республикой Армении). К концу октября Андраник сконцентрировал основные силы в селах Корнидзор, Тех и Хндзореск, пограничных сёлах между Зангезуром и Карабахом. Наступление, первоначально запланированное на 18 ноября, было отложено по просьбе армянских лидеров Карабаха, чтобы убедить местных мусульман не оказывать сопротивления. Однако эти попытки ни к чему не привели и 29 ноября Андраник начал наступление по направлению к Шуше. Дорога из Зангезура в Шушу проходила через 12 (13) мусульманских селений (ныне эта дорога известна как Лачинский коридор). Местные курды и азербайджанцы, опытные бойцы, под руководством Султан-бека Султанова оказали войскам Андраника серьёзное сопротивление, после трех (двух) дней тяжелых боев отряду Андраника удалось захватить позиции мусульман и господствующие высоты. По пути на Шушу армянские формирования разрушили более 100 мусульманских деревень в Зангезурском уезде (подробнее см. раздел «Зангезур»).
К началу декабря путь на Шушу был открыт (до города оставалось 40 км). Но в селе Абдаляр выехавшие из Шуши англичане передали Андранику сообщение от командования союзных сил в Закавказье (командир генерал У. Томсон), о том, что любые военные действия после окончания войны отрицательно скажутся на решении Армянского вопроса, и что он должен немедленно вернуться в Зангезур и дают обещание решить все спорные вопросы на Парижской конференции. Андраник, разделяя веру своего народа в союзников, возвратился назад в Зангезур. Весной 1919 года при содействии генерала Томсона частичная власть правительства Азербайджанской Демократической Республики в Нагорном Карабахе была восстановлена. Так, ещё в январе Томсон, по словам Баберовского «издал распоряжение наделить азербайджанского генерал-губернатора властными полномочиями относительно Зангезурского, Шушинского, Джебраильского и Джеватского уездов».

## Эмиграция

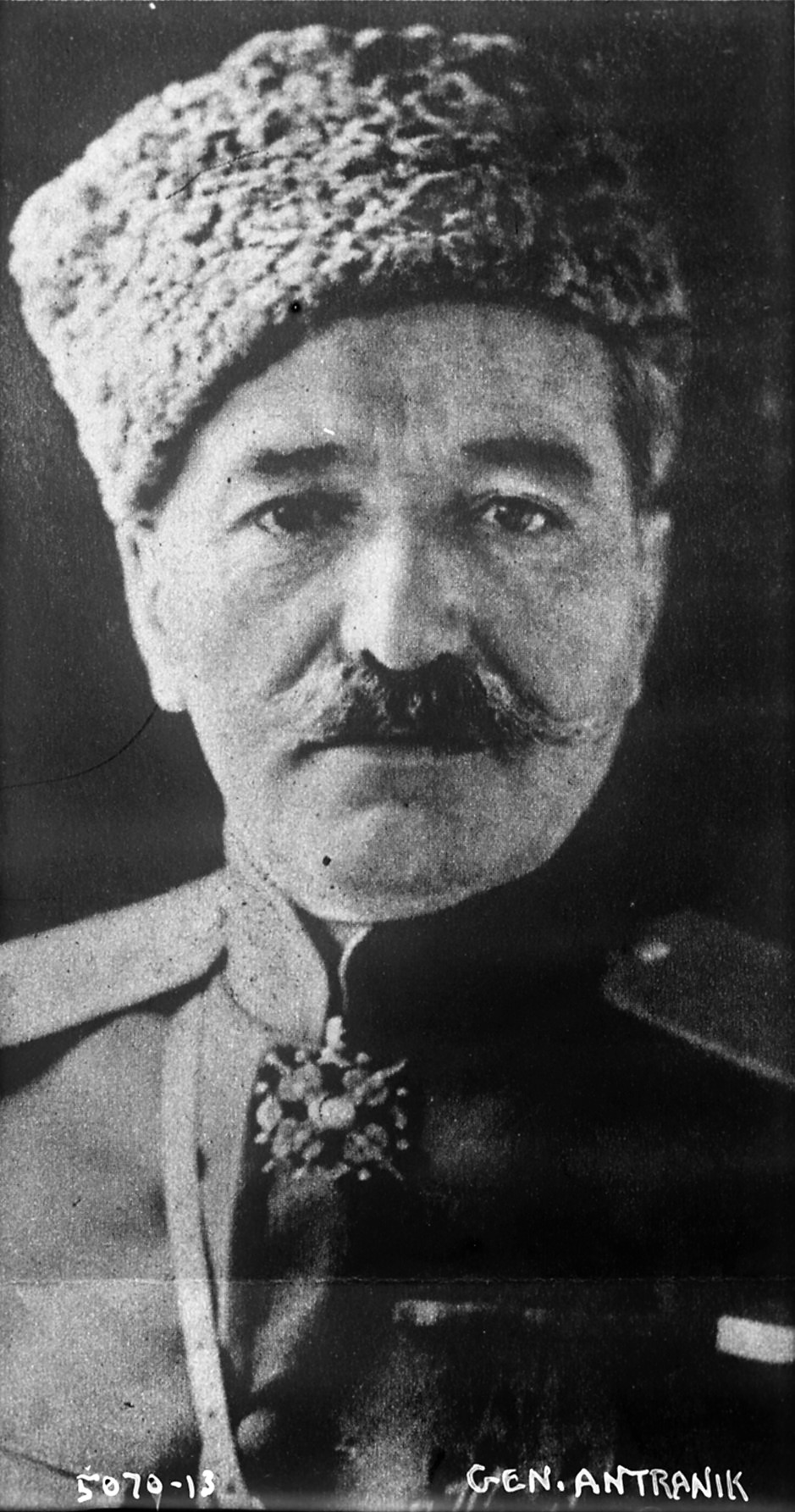
В эмиграции

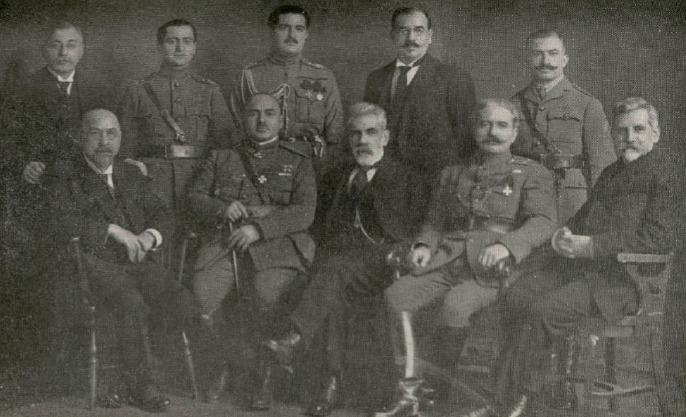
Армянская делегация в США. 1919. Озанян сидит, 2-й справа

Разочаровавшись в политике как со стороны государств Антанты, так и большевиков по отношению к Армении и не смирившись с дашнакским правительством, Андраник оставил Зангезур и через Сисиан — Даралагез — Давалу в апреле 1919 года прибыл со своим отрядом в Эчмиадзин. Здесь он распустил отряд, все имущество сдал католикосу и отправился в Тифлис, где несколько дней гостил у Ованеса Туманяна. Далее Андраник направился в Батум, откуда и отбыл в эмиграцию. Находясь проездом в Тифлисе, Андраник сказал:

«Я никогда в своей жизни не стремился к личному счастью и благополучию. Я постоянно стремился только к одному и боролся только за одно — за свободу и благополучие своего народа. Я не ищу признания своих заслуг и желаю лишь, чтобы был счастлив народ, которому я служу всю свою жизнь».— www.fedayi.ru

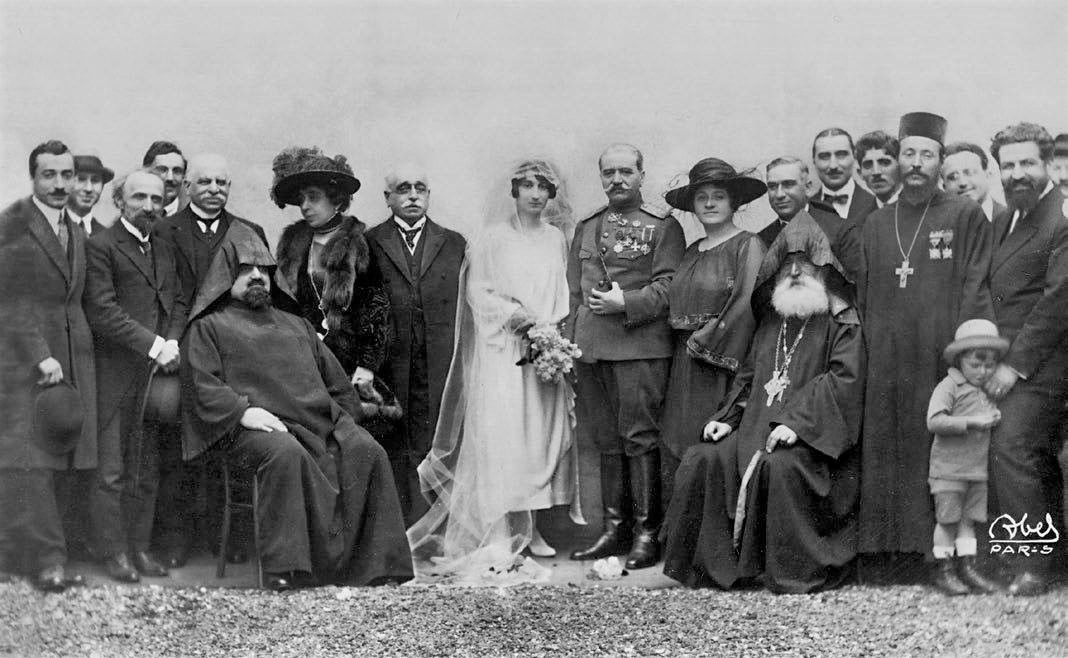
Свадьба Андраника

Андраник был во Франции и Англии, а затем переехал в США, однако вскоре по приглашению Погоса Нубара прибыл в Европу для поддержки освободительной борьбы армян Киликии.
Весной 1921 года в Париже, Андраник женился во второй раз на Нвард Кюркчян. На свадьбе крестным был Погос Нубар.
С 1922 года живя в США (Андраник, обосновавшись в калифорнийском городе Фресно, занимался земледелием), продолжал оказывать содействие армянам диаспоры, организовывал пожертвования в пользу армянских беженцев и сирот.
Умер Генерал Андраник 31 августа 1927 года (от проблем с сердцем) в Ричардсон Спрингз, у города Чико, Калифорния (США).

Я не успел завершить своё дело… арм. Գործս կիսատ մնաց... — последние слова Андраника. — «Զորավար Անդրանիկ» (Зоравар Андраник), Андраник Челепян, стр. 655
В январе 1928 года его останки были перевезены в Париж и захоронены на кладбище «Пер-Лашез», а в 2000 году — с почестями перезахоронены в Ереване, на кладбище героев Ераблур.

## Награды
Генерал Андраник был награждён высокими государственными наградами Болгарии (Орден «За храбрость»), Греции, России (Георгиевский крест и сабля, ордена Св. Станислава и Владимира), Франции (Орден Почётного легиона) и орденом Святого Григория Просветителя первой степени (Первопрестольный Святой Эчмиадзин).
| Государство            | Награда | Награда                       | Награда                      | Год       |
| ---------------------- | ------- | ----------------------------- | ---------------------------- | --------- |
| Королевство Греция     |         | Военный крест                 | II степень                   | 1920      |
| Французская республика |         | Орден Почётного легиона       | Кавалер (Рыцарь)             | 1919      |
| Российская империя     |         | Георгиевский крест            | II, III, IV степени          | 1915—1916 |
| Российская империя     |         | Георгиевская медаль           | IV степени                   | 1915—1916 |
| Российская империя     |         | Орден Святого Владимира       | IV степень с мечами и бантом | 1915—1916 |
| Российская империя     |         | Орден Святого Станислава      | II степень с мечами          | 1914—1916 |
| Болгарское царство     |         | Воинский крест «За храбрость» | II, III, IV степени          | 1913      |

## Память
В нескольких странах (Армения, Франция, Аргентина, Болгария) именем Андраника названы площади, улицы, школы, магистраль Гюмри—Карс и часть магистрали 314 Коннектикута, США, станция метро в Ереване, установлены памятные доски и памятники:
- Бухарест, Румыния — памятник воздвигнут по инициативе патриотической организации «Вишап» («Дракон»). Открытие памятника Андраника состоялось 13 апреля 1936 года[44].
- Варна, Болгария — открытие памятника Андраника состоялось 10 июля 2011 года[45][46].
- Ле-Плесси-Робинсон, Франция — открытие памятника Андраника состоялось 4 июня 2005 года в центральном парке парижского пригорода Плесси-Робенсон. Скульптура передана в дар городу ереванским муниципалитетом Арабкир[47].
- 28 мая 2011 года в посёлке Волконка (город Сочи) должно было состояться открытие памятника Андранику Озаняну[48]. С заявлением поддержки этой инициативе выступала также Краснодарская краевая общественная организация «Православное духовное наследие».[49] Однако местные власти категорически воспрепятствовали открытию памятника[50] и заставили армянскую общину демонтировать памятник генералу. Памятник генералу Андранику Озаняну простоял всего несколько дней и 27 мая 2011 года был разобран[51] по инициативе руководства местного отделения Союза Армян России[52]. Согласно одной из версий, открытие памятника могло привести к отказу Турции принимать участие в сооружении Олимпийских объектов в Сочи[53][54]. Армянская община выступила с протестом и специальным обращением к властям России[55]. Через год после демонтажа памятника, в городе Армавир была торжественно открыта мемориальная доска памяти Андраника и Гарегина Нжде[56].
- В 2015 году на территории Армянской Апостольской церкви Григория Просветителя в городе Белореченск был открыт бюст Андраника Озаняна[57].
- С 1986 года действует армянский общенациональный союз «Зоравар Андраник» (основатель — Норайр Мушегян, заместитель — скульптор Тариел Акопян). Союз активно участвовал в ликвидации последствий Спитакского землетрясения 1988 года, в конфликте в Нагорном Карабахе.
- Имя Андраника Озаняна носили или носят одна из группировок АСАЛА, один из армянских отрядов в Карабахской войне, спортивный клуб в Ливане, команда скаутов в Аргентине[58], крупный армянский интернет-клуб на Yahoo![59].
- В Ереване действует музей Андраника (основатель — Ильич Бегларян)[60].
- Имя Андраника Озаняна носит 545-й мотострелковый полк 5-го армейского корпуса[англ.] Сухопутных войск Армении.

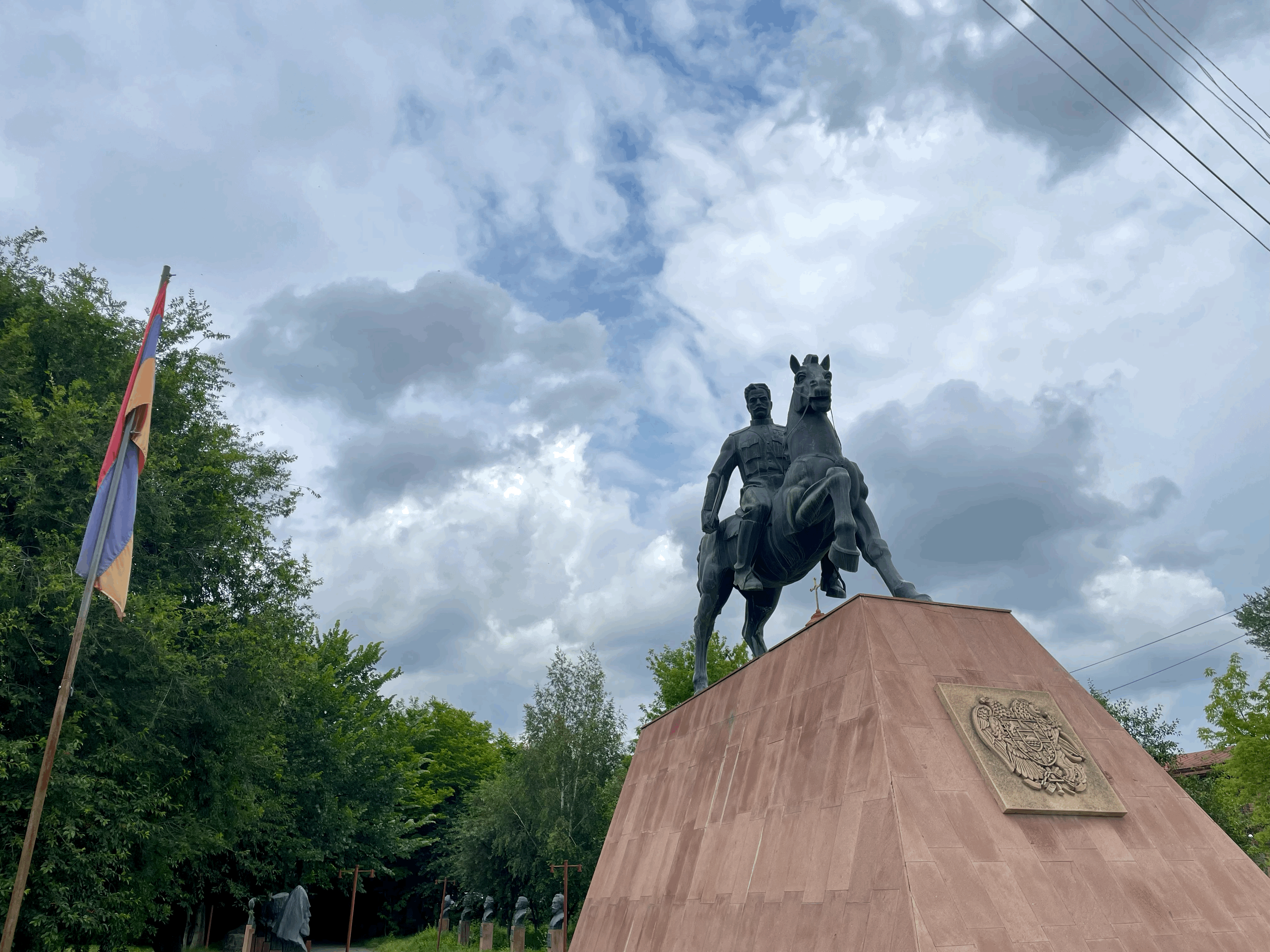
Памятник в Гюмри
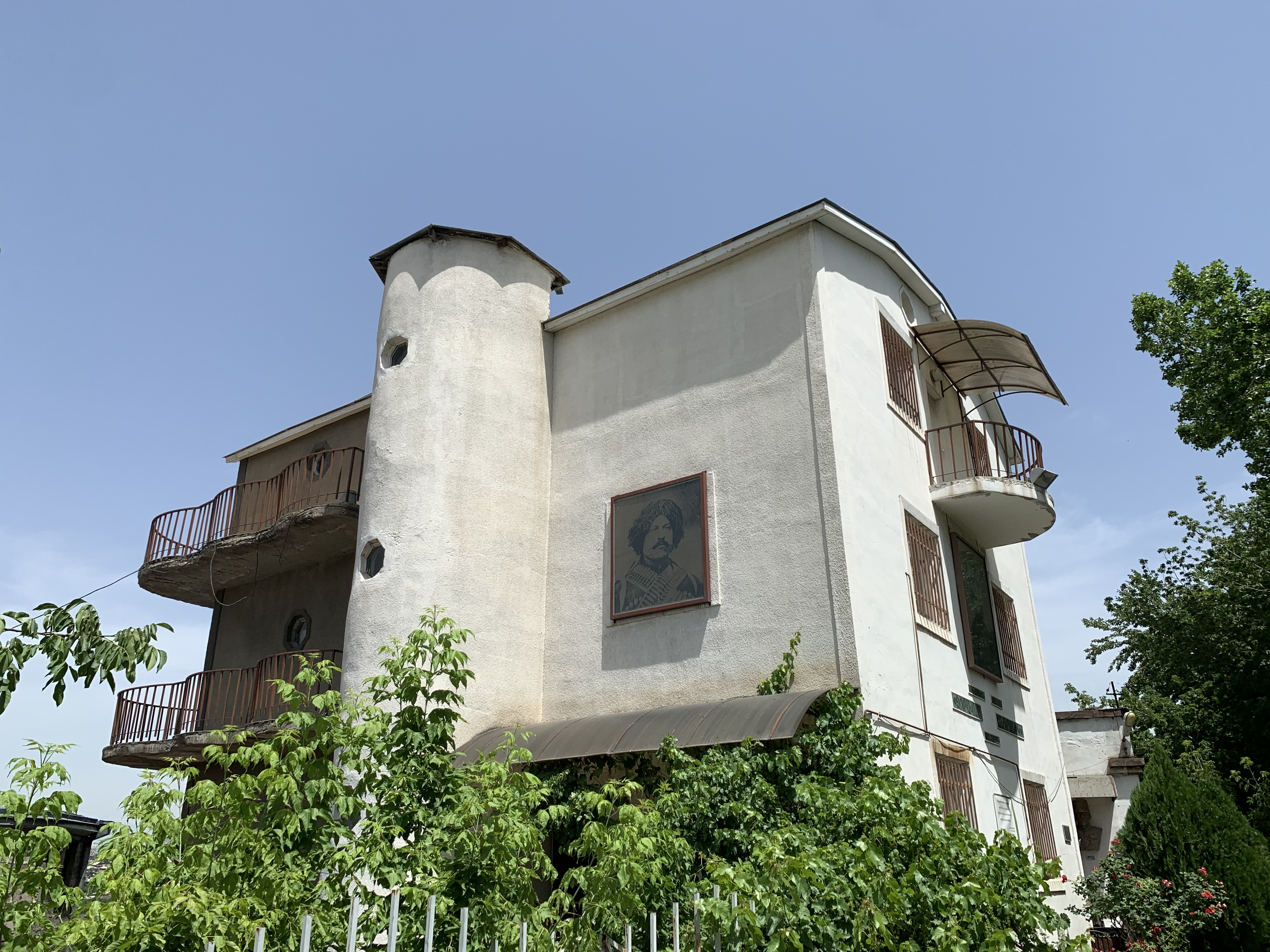
Дом-музей в Ереване
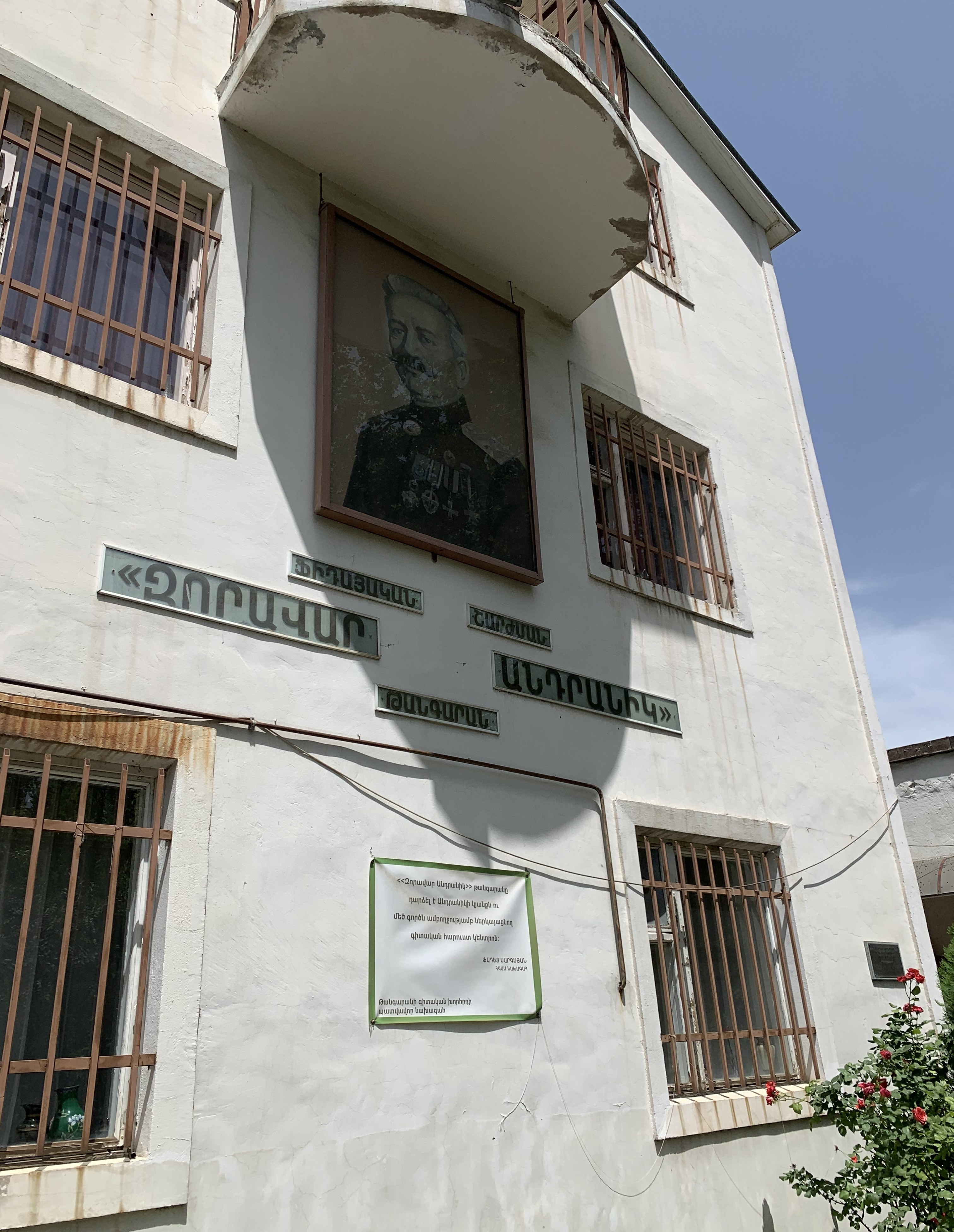
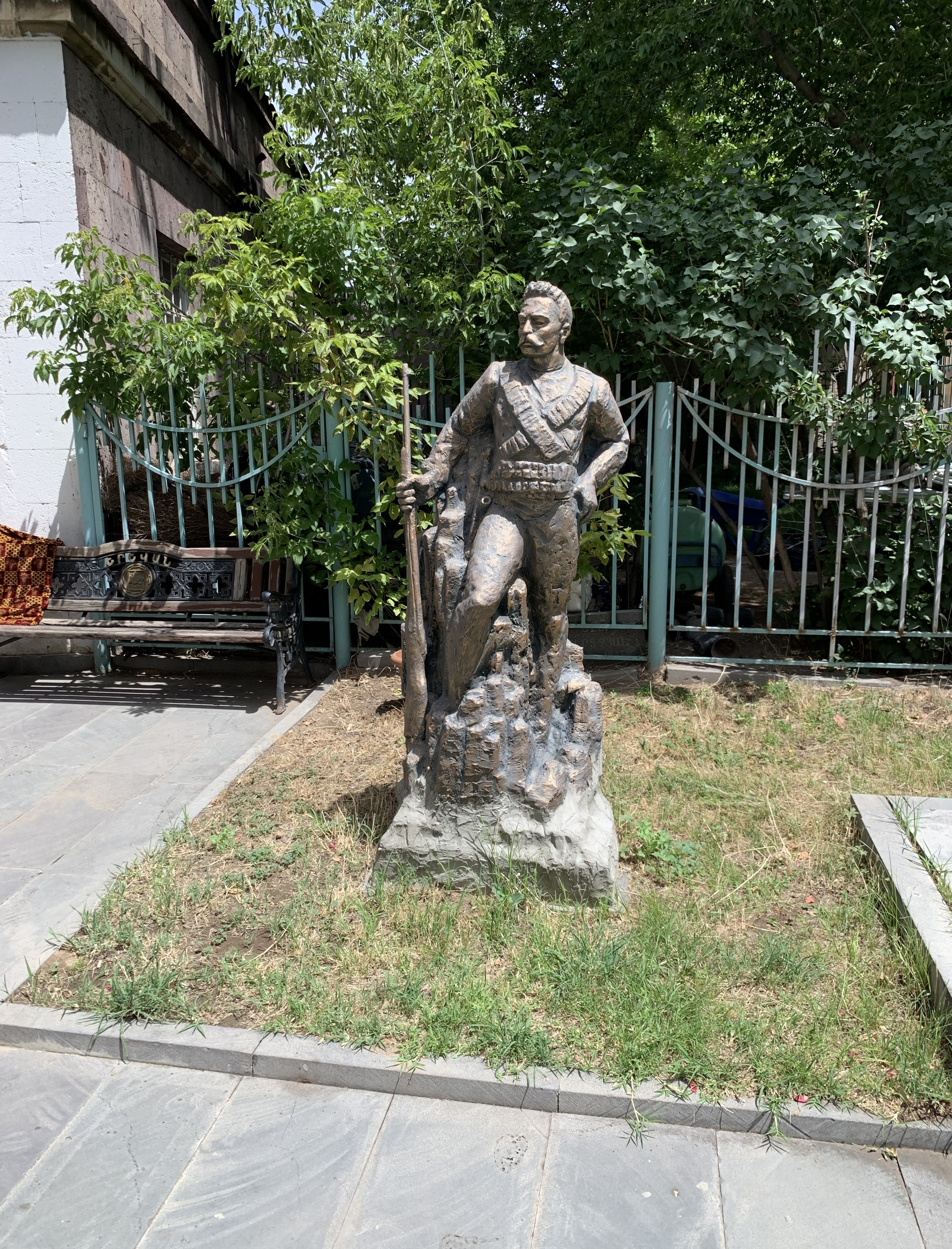
Монумент возле музея
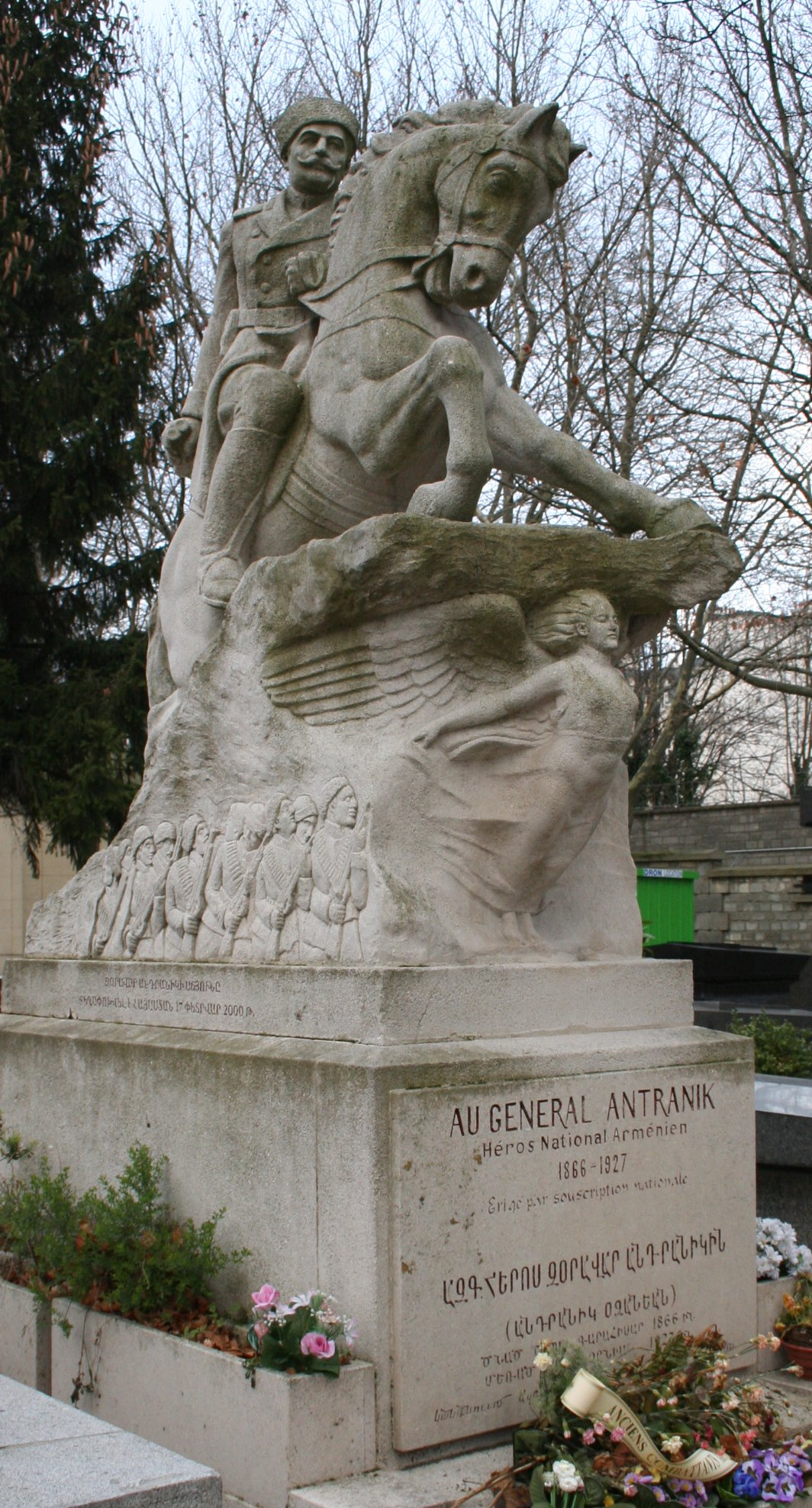
Памятник на кладбище Пер-Лашез
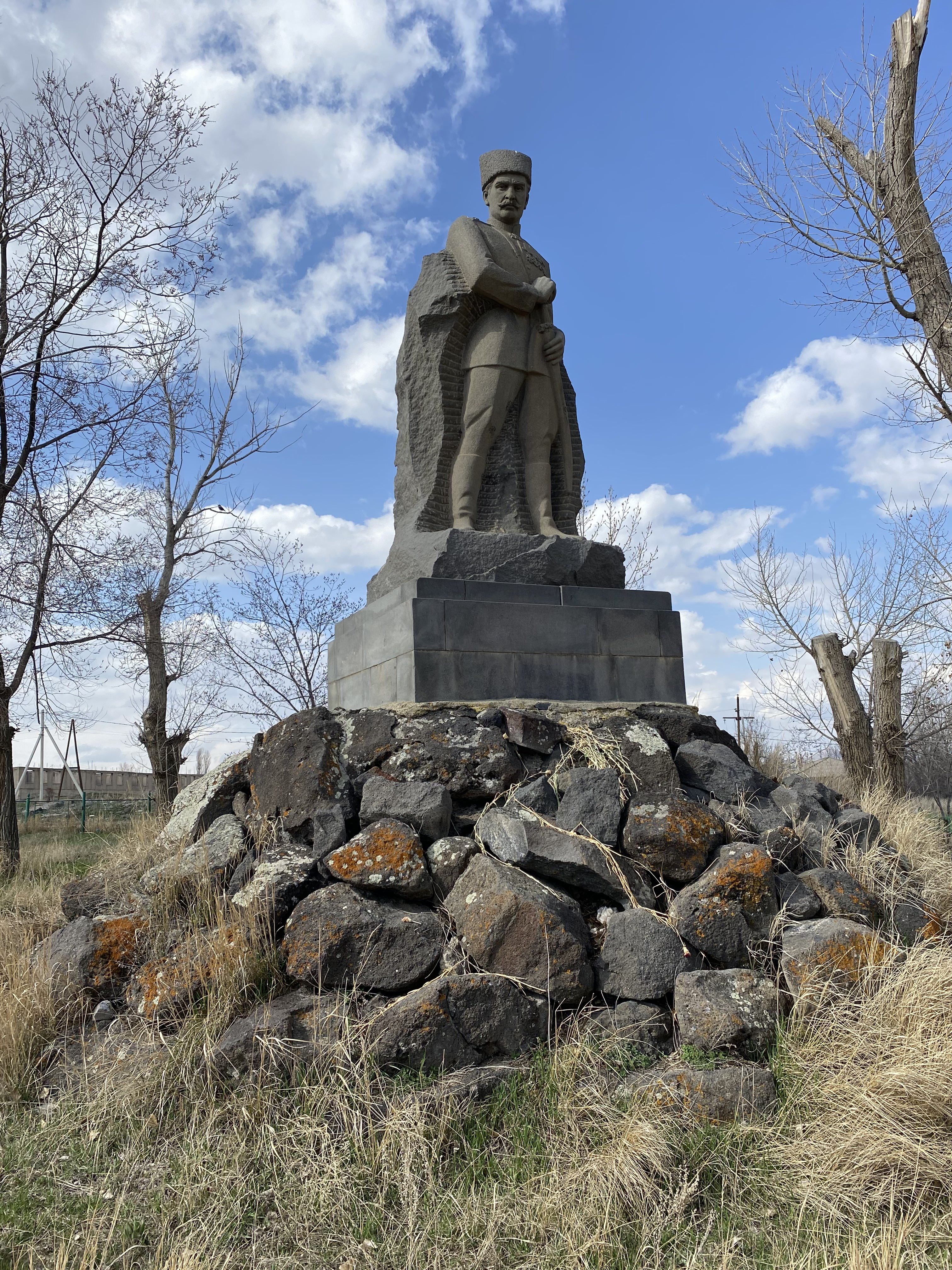
Памятник в селе Воскеаск[арм.], Ширакская область

### Медаль «Андраник Озанян» ВС РА
В 2001 году в Армении учреждена медаль «Андраник Озанян» ВС РА. Устав медали действует с 20 июля 2001 года.
Медалью «Андраник Озанян» ВС РА награждаются: офицеры и прапорщики ВС РА, проявившие смелость, отвагу и организационные способности при исполнении служебных обязанностей, военнослужащие, проявившие личную смелость при защите границ Родины во время срочной службы, при устранении грозящей жизни военнослужащих опасности, лица, имеющие значительный вклад в деле становления и укрепления Армянской армии.

### Фильмы
- «Андраник» — первый зарубежный полнометражный немой игровой фильм, снятый на армянскую тематику, студия «Армена-фильм» (Париж), 1928 год. Режиссёр и исполнитель главной роли: Ашо Шахатуни. Был куплен и показан рядом европейских стран.
- «Полководец Андраник» (Зоравар Андраник) — фильм о герое национально-освободительного движения начала XX века, генерале Андранике, 1990 год. Автор сценария Роберт Матосян, режиссёр Левон Мкртчян, текст читает Народный артист СССР Хорен Абраамян[62].
- «Անդրանիկ Օզանյան» (Андраник Озанян) — документальный фильм о полководце Андранике, Общественное телевидение Армении, 2010 год[63].

## Галерея

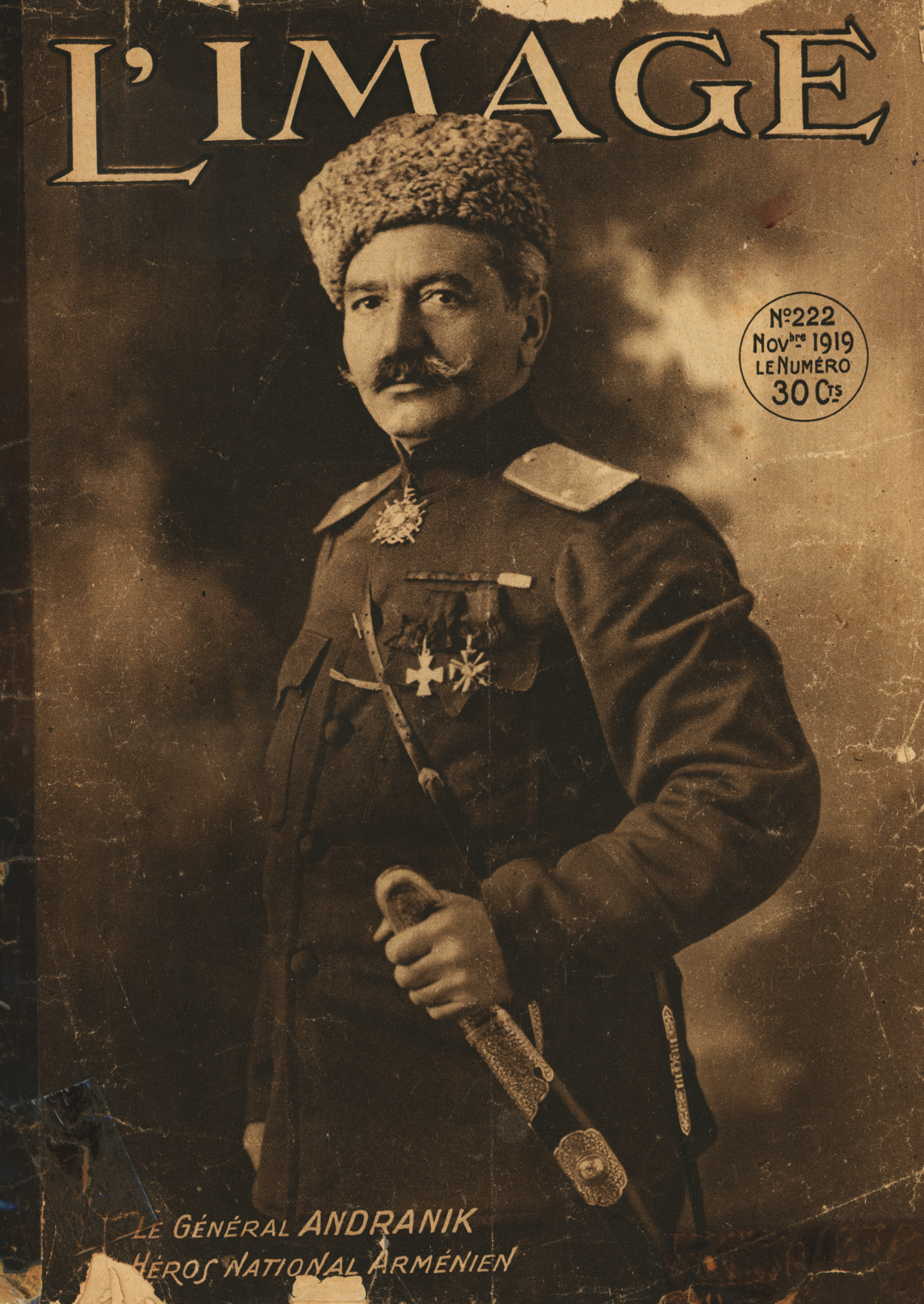
Генерал Андраник на обложке французского журнала L'Image, 1919
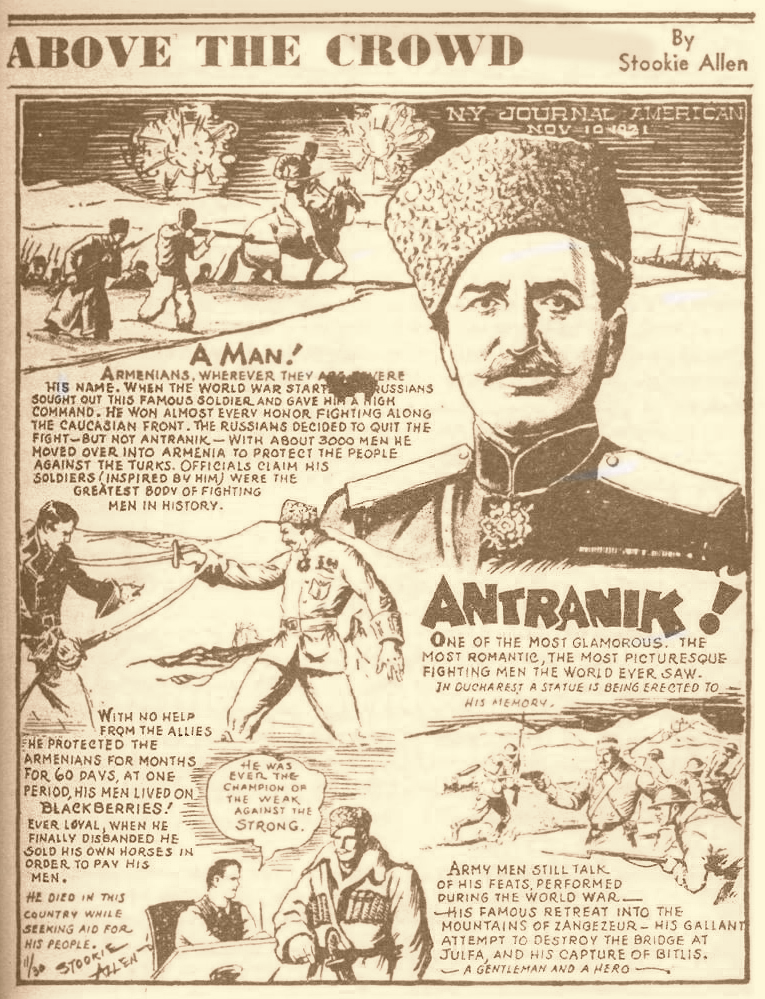
В журнале New York Journal-American (1920), автор Бенджамин Аллен[англ.]
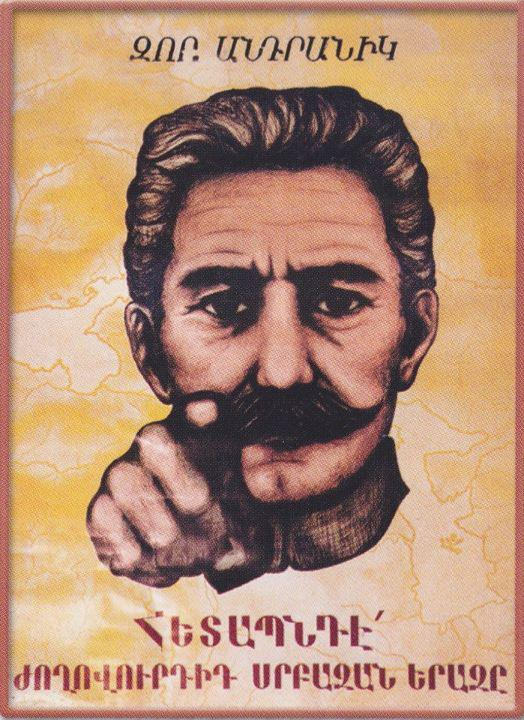
«Генерал Андраник: Следуй за священной мечтой твоего народа!» (постер)
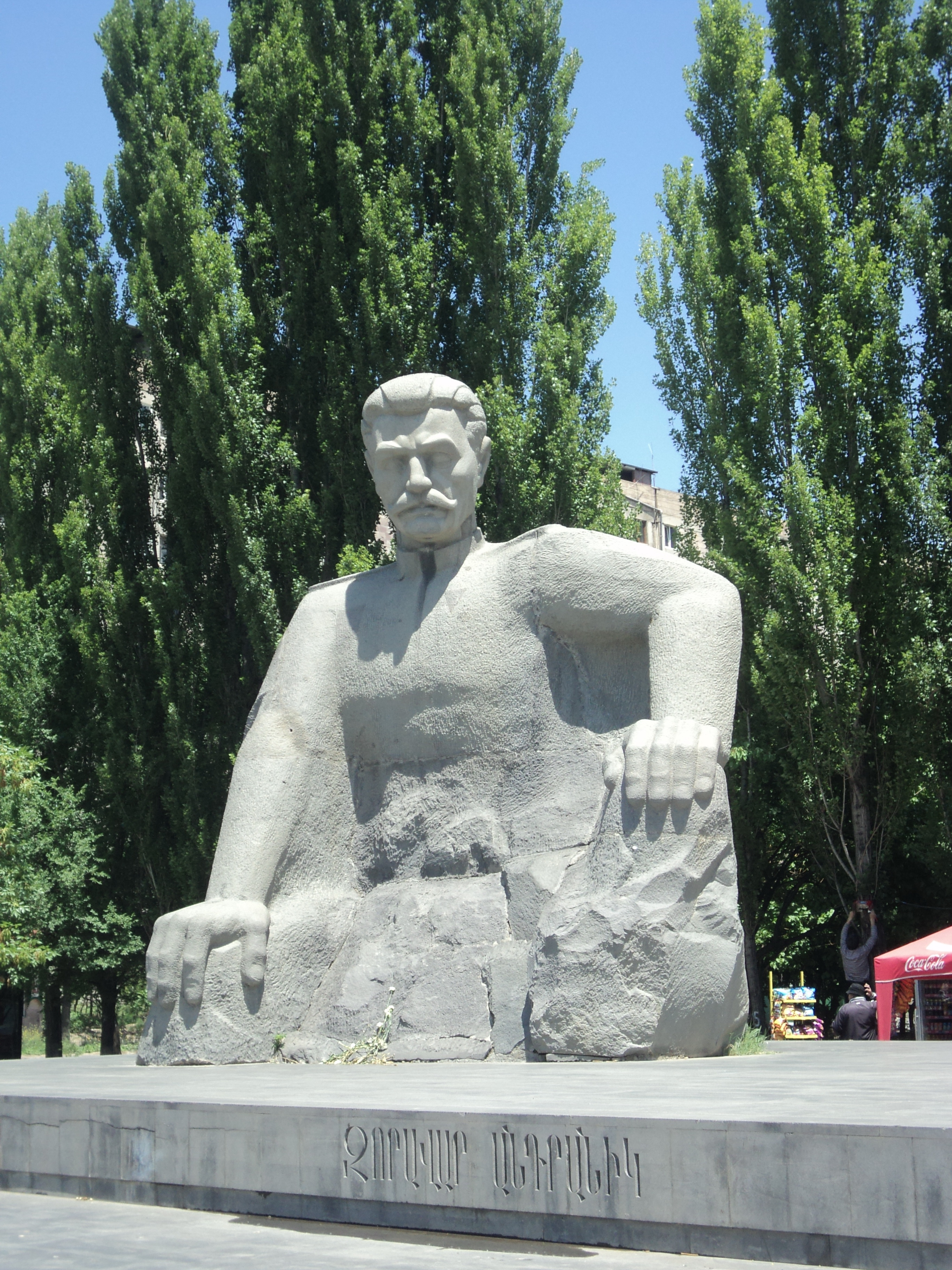
Памятник Андранику Озаняну[арм.] в Ереване, район Малатия-Себастия
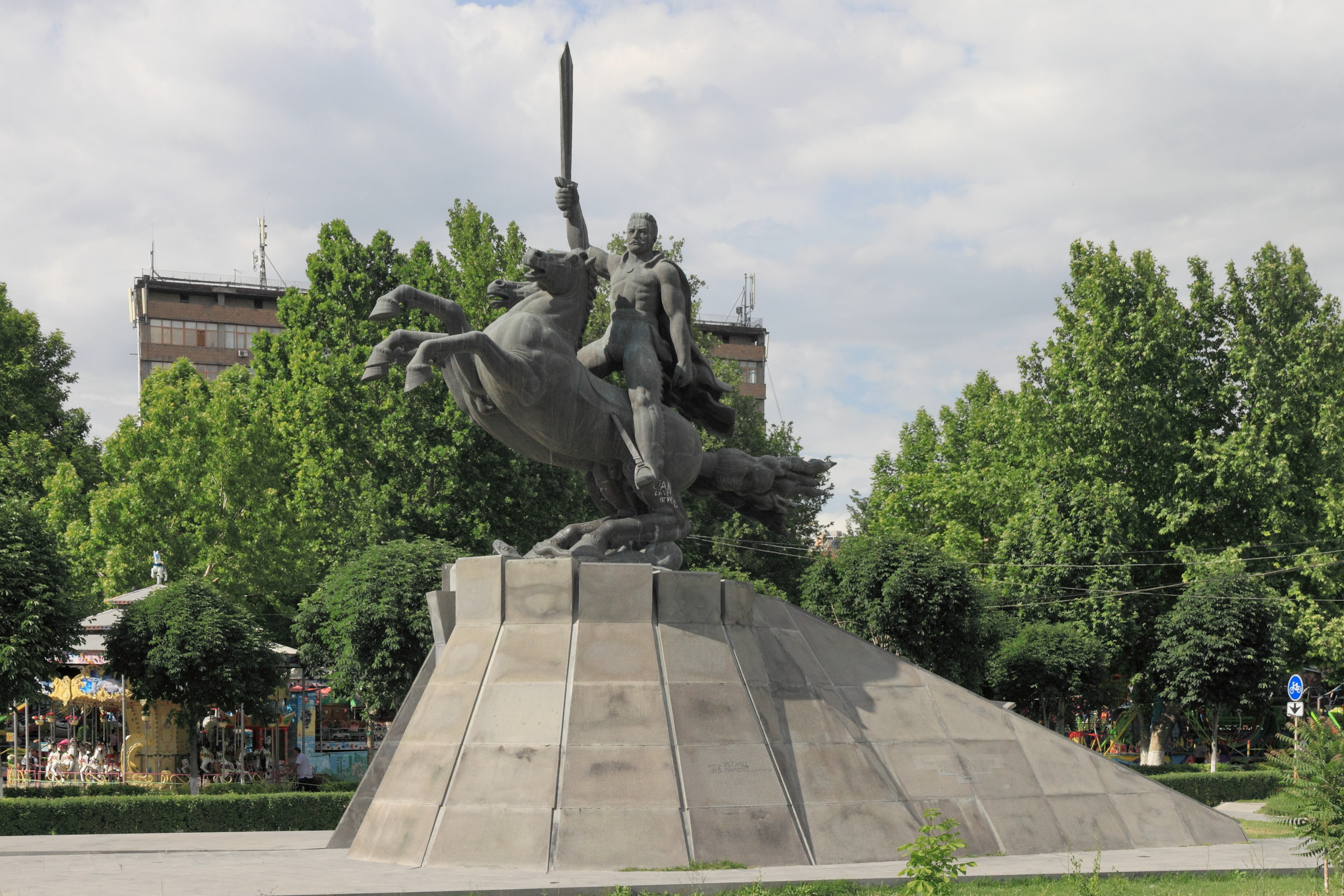
Памятник Андранику Озаняну[арм.] в Ереване, проспект Тиграна Меца
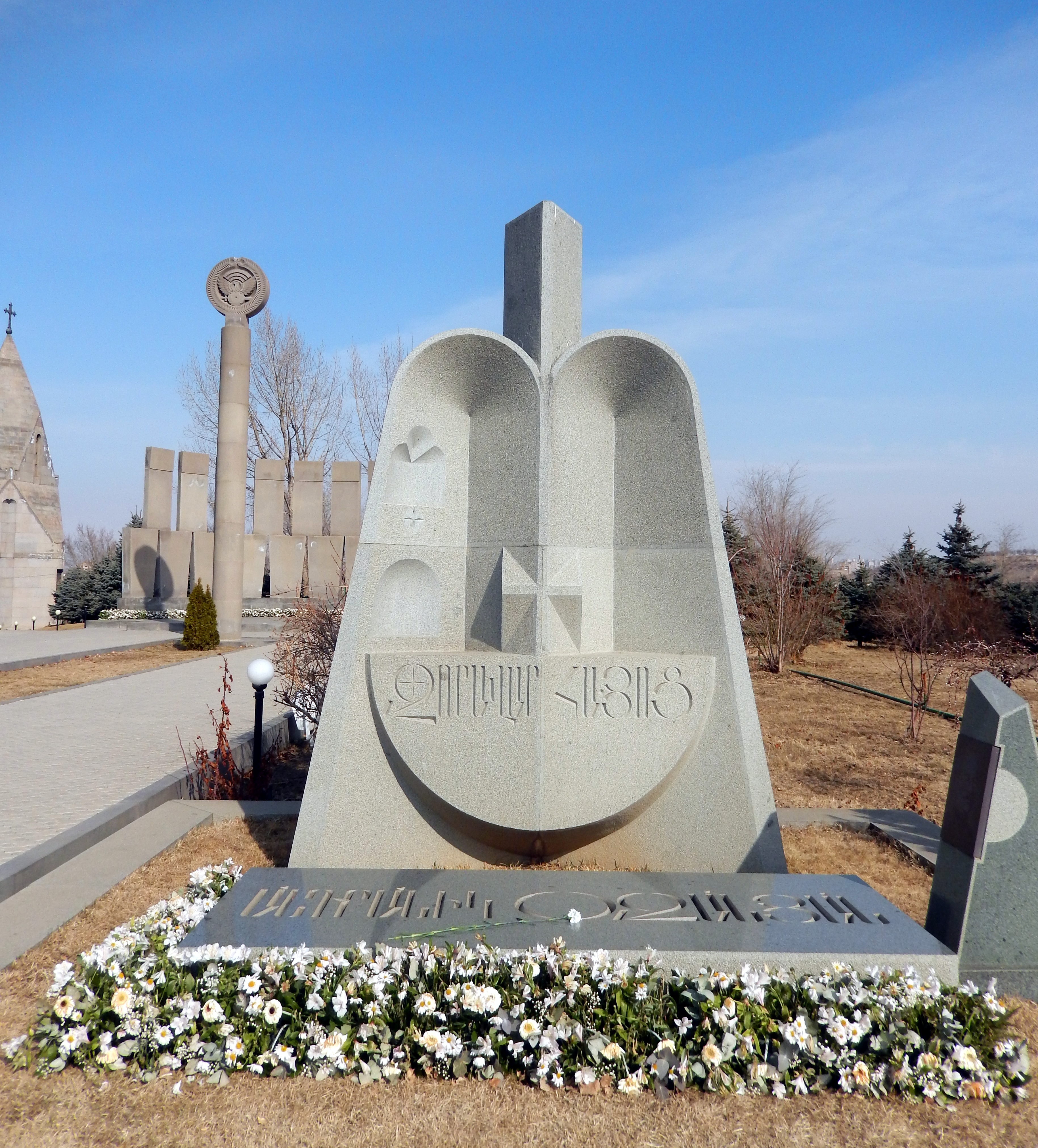
Монумент-памятник Андраника в Ераблуре
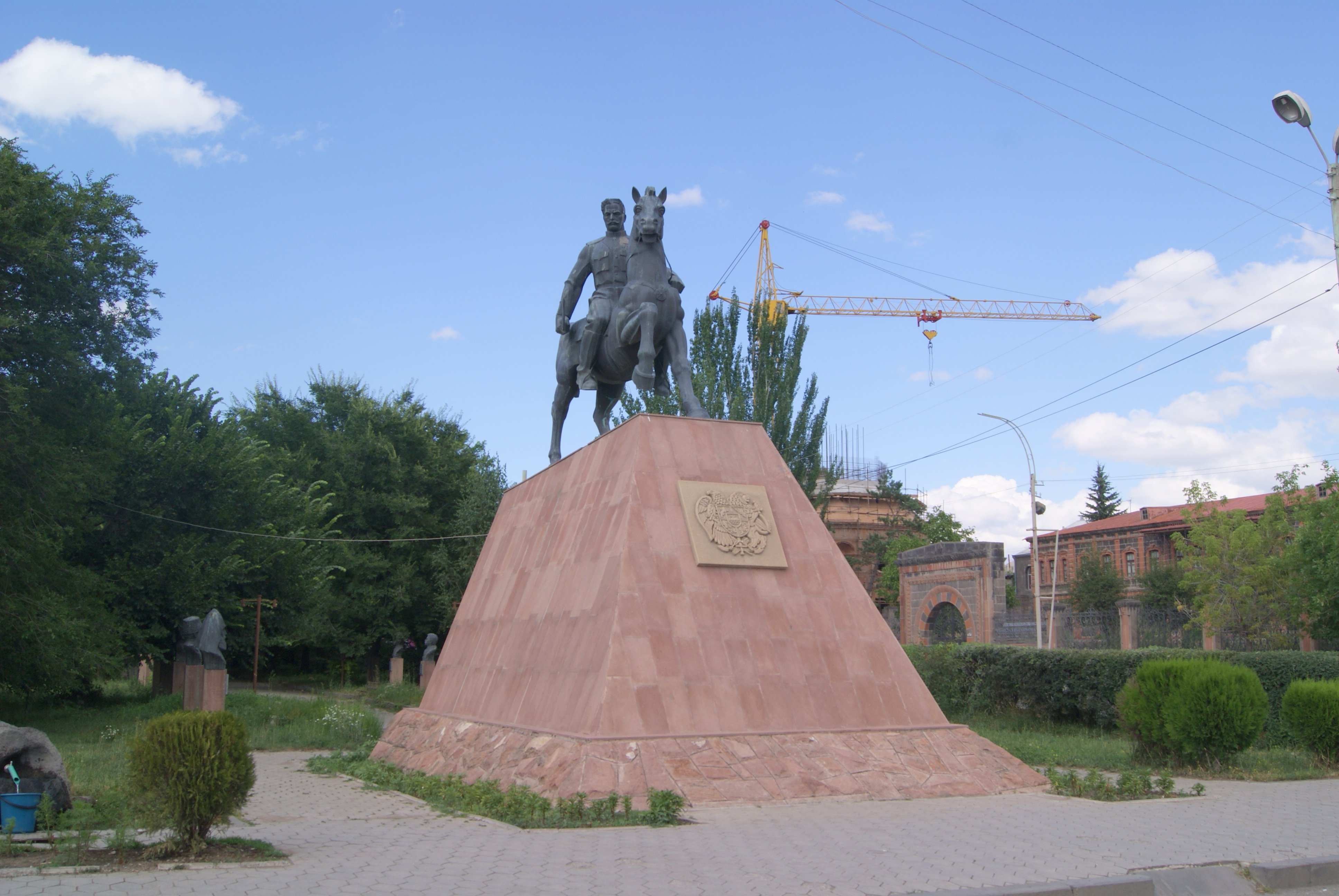
Памятник Андранику в городе Гюмри
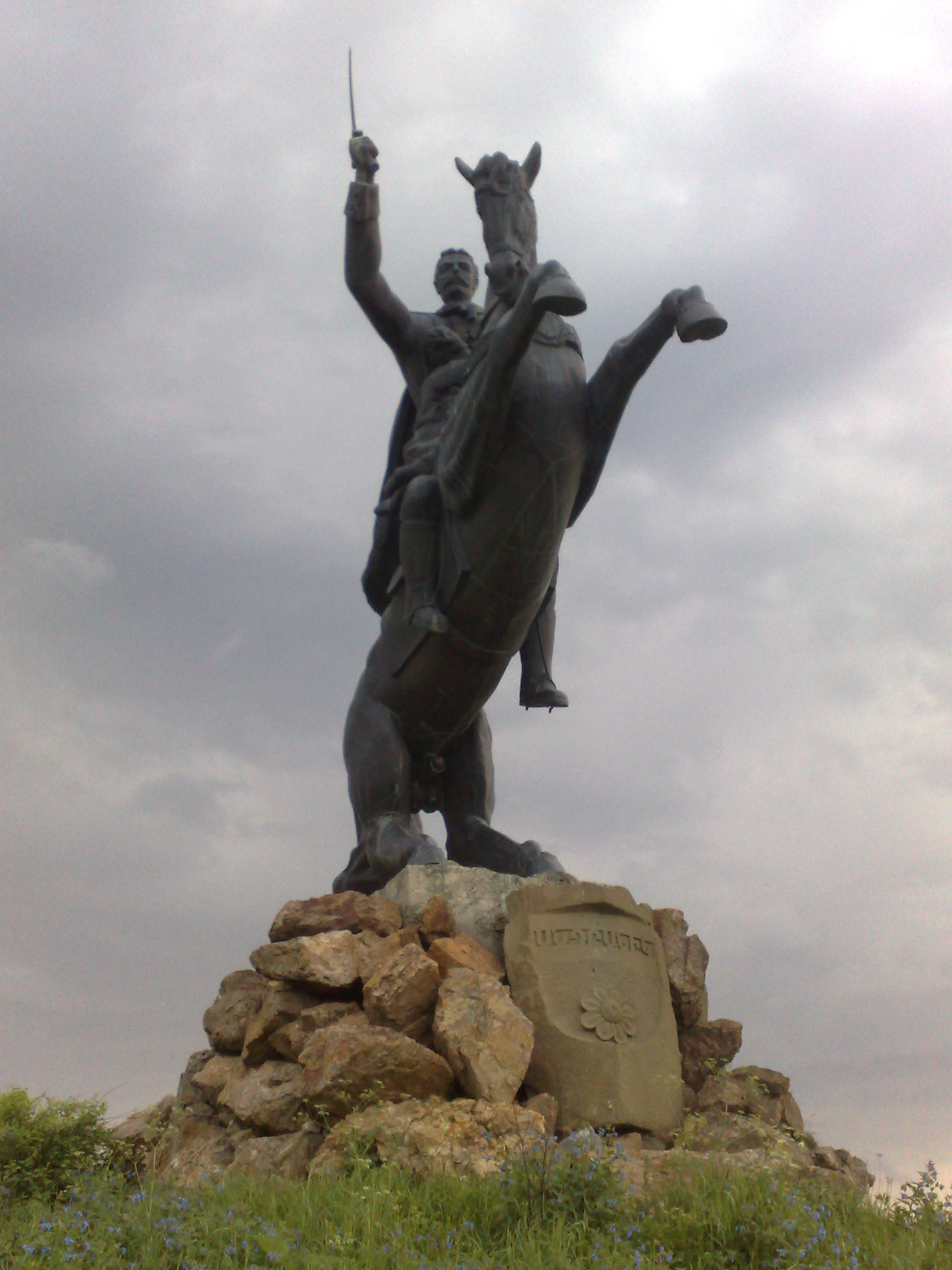
Памятник Андранику  около села Навур в Тавушском районе Армении.
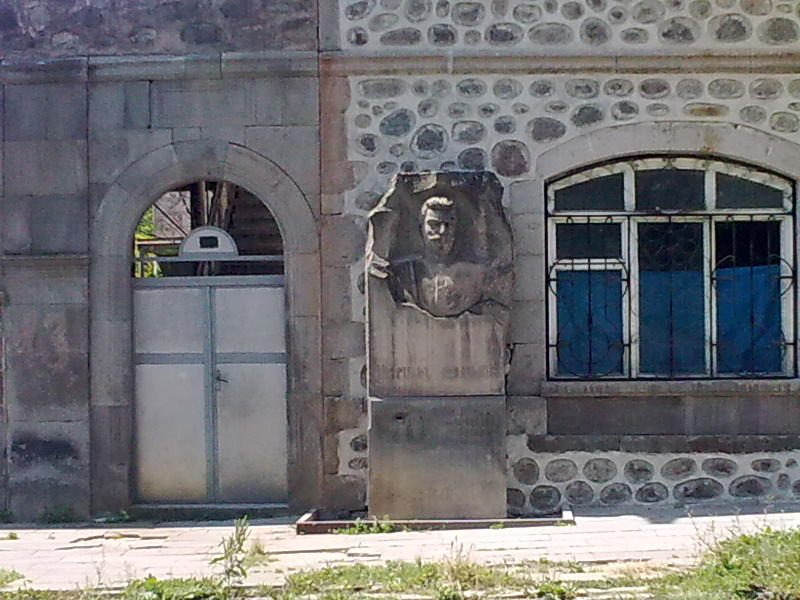
Памятник Андранику в городе Горис
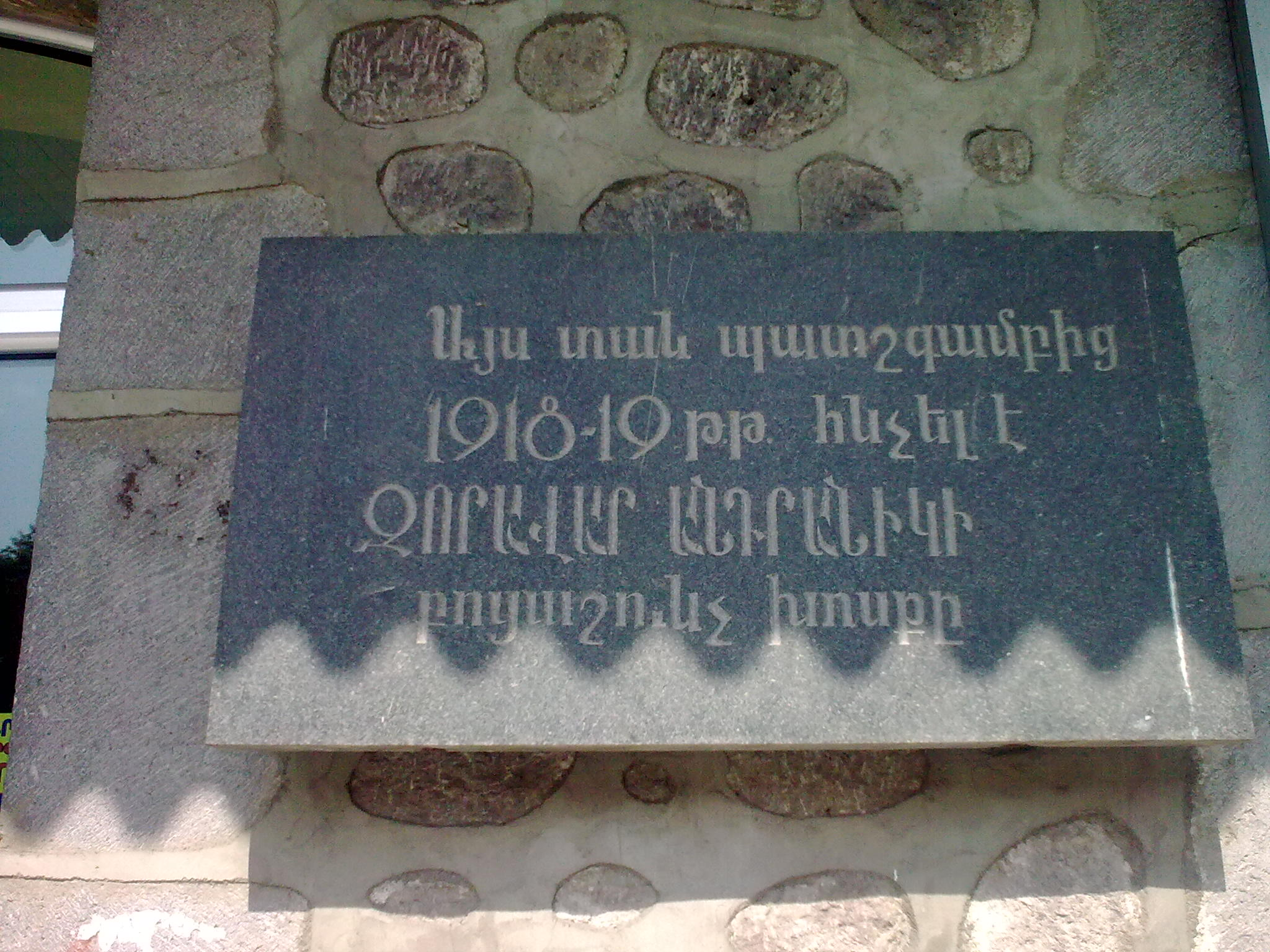
Дом Малинцяна, здесь в 1918—1919 гг. останавливался Андраник.